# Rolf Becker
Den här sidan handlar om den tyske skådespelaren. För den tyske författaren, se Rolf Becker (författare).
Rolf Becker född 31 maj 1935 i Leipzig Tyskland, tysk skådespelare. Han är far till skådespelarna Ben Becker och Meret Becker.

## Filmografi (i urval)
- 2004 - The Black Mirror
- 2004 - Inga Lindström - Wind über den Schären
- 1999 - Gloomy Sunday - Ein Lied von Liebe und Tod
- 1987 – Bomben
- 1984 - The Little Drummer Girl
- 1969 - Jag är en elefant, madame